# Wayne Allard
Pour les articles homonymes, voir Allard.
Alan Wayne Allard, né le 2 décembre 1943 à Fort Collins, est un homme politique américain, sénateur républicain du Colorado au Sénat des États-Unis de 1997 à 2009.

## Vie personnelle
Diplômé d'un doctorat en médecine vétérinaire de l'université d'État du Colorado en 1968, Allard se marie avec Joan Malcolm, diplômée en microbiologie. Ils eurent deux filles puis plus tard quatre petits-fils.

## Carrière politique
Allard n'abandonne pas sa profession de vétérinaire alors qu'il représente les comtés de Larimer et de Weld au Sénat du Colorado de 1983 à 1990. Il est l'initiateur de la loi limitant la session parlementaire à 120 jours par an pour préserver le concept de citoyen-législateur.
De 1991 à 1997, Allard est un élu de la Chambre des représentants des États-Unis.
En 1996, il se présente au Sénat fédéral. Il remporte la primaire républicaine avec 57 % des suffrages face au procureur général de l'État Gale Norton. Il est élu sénateur du Colorado avec cinq points d'avance sur son adversaire démocrate Tom Strickland. Les deux candidats s'affrontent à nouveau en 2002. Allard n'est crédité que d'une faible avance dans les sondages. Soutenu par George W. Bush et Dick Cheney, il gagne cependant du terrain en fin de campagne. Il est réélu avec 51 % des voix contre 45 % pour Strickland.
Au Sénat, il est membre d'une multitude de commissions dont la commission du Sénat sur les forces armées, du sous-comité des forces stratégiques et de celle sur les menaces émergentes. Conformément à sa promesse faite en 1996 de ne solliciter que deux mandats de sénateur, il annonce en 2007 qu'il ne sollicitera pas de 3e mandat l'année suivante.
En 2006, le Time le classe parmi les sénateurs les moins influents du Congrès. Le magazine souligne que l'autre sénateur du Colorado, le démocrate Ken Salazar élu en 2004, a été plus productif en un an qu'Allard en dix ans, dans un Sénat pourtant majoritairement républicain. Cependant, un éditorial du Denver Post souligne quelques années plus tard que malgré ses différences politiques avec le sénateur le journal « n'a jamais douté qu'il travaillait durement pour le Colorado ».